# Otto Julius Quehl
Otto Julius Quehl (* 23. Juli 1857 in Schwedt/Oder; † 4. Juni 1914) war ein deutscher Arzt und Schriftsteller.

## Leben
Otto Julius Quehl besuchte das Gymnasium in Brandenburg und ab 1869 in Königsberg/Neumark.

## Werk und Rezeption
In seiner Studienzeit verfasste Quehl sein erstes Werk Die Geschichte der Halloren. 1892 wurde das Epos Sang von der Ruhr veröffentlicht. 1908 wurde es anlässlich der 100-Jahres Feier der Stadt Mülheim an der Ruhr aufgeführt. Vier Jahre später kam es zur Ausführung des Stückes Der Salzgraf von Halle zum 500-jährigen Gründungsjubiläum der Stadt. Er verfasste weiterhin Gedichte. Quehl war Mitglied der Mülheimer Casinogesellschaft.
Quehls schriftstellerische Arbeiten werden zur Heimatdichtung gezählt. Sein Hauptwerk ist das epische Gedicht Sang von der Ruhr, das als „ein Hohelied auf die Schönheit des Ruhrtals und der Stadt Mülheim an der Ruhr“ gilt. Der Autor und sein Werk wurden bald vergessen.

## Werke
- Ein Sang von der Ruhr, Mülheim a.d. Ruhr 1892
- Ein Gedenkblatt zur Erinnerung an das 100jährige Stadtjubiläum Mülheims an der Ruhr am 18. Februar 1908, Mülheim a.d. Ruhr 1908
- Der Salzgraf von Halle, Halle a.S. 1909